# Lindome
Lindome is een plaats in de gemeente Mölndal in het landschap Halland en de provincie Västra Götalands län in Zweden. De plaats heeft 10642 inwoners (2005) en een oppervlakte van 701 hectare.